# Longshan
Longshan (en chino, 龙山; pinyin, Lóngshān; literalmente, ‘monte Dragón’) es un distrito urbano bajo la administración directa de la Prefectura Liaoyuan  en la Provincia de Jilin, República Popular China.  Su área es de 253 km² y su población total para 2010 superó los 297 mil habitantes. 

## Administración
Desde julio de 2023, el  Distrito Longshan  se divide en 10 pueblos que se administran en 8 subdistritos, 1  poblado y 1 villa.